# 横江山
横江山（よこえやま）は、大分県大分市南東部にある標高464.4mの山である。

## 概要
大分県大分市の南西部、九六位山のやや南西に位置しており、両山は尾根伝いに林道で結ばれている。頂上には三角点が置かれている。また、頂上付近には放送送信設備が設置されている。

## 送信設備
- 所在地：大分県大分市下戸次字夜明城6293番7号[1]

## FMラジオ放送
2016年3月30日に大分放送のAMラジオ放送のFM補完中継局の予備免許が交付され、横江山に送信設備が設置されることとなり、同年6月23日に開局した。また、2017年7月31日には、エフエム大分の送信所が十文字原から横江山に移転した。
| 周波数 （MHz） | 放送局名                    | コールサイン | 空中線 電力 | ERP   | 放送対象地域 | 放送区域 内世帯数          |
| -------------- | --------------------------- | ------------ | ----------- | ----- | ------------ | -------------------------- |
| 88.0           | Air-Radio FM88 エフエム大分 | JOJV-FM      | 1kW         | 9.3kW | 大分県       | -                          |
| 93.3           | OBS 大分放送                | -            | 1kW         | 2.5kW | 大分県       | 271,257世帯 （申請による） |